# Alçay
Pour les articles homonymes, voir Alçay.
Alçay est une ancienne commune française du département des Pyrénées-Atlantiques. En 1833, la commune fusionne avec Alçabéhéty et Sunharette pour former la nouvelle commune de Alçay-Alçabéhéty-Sunharette.

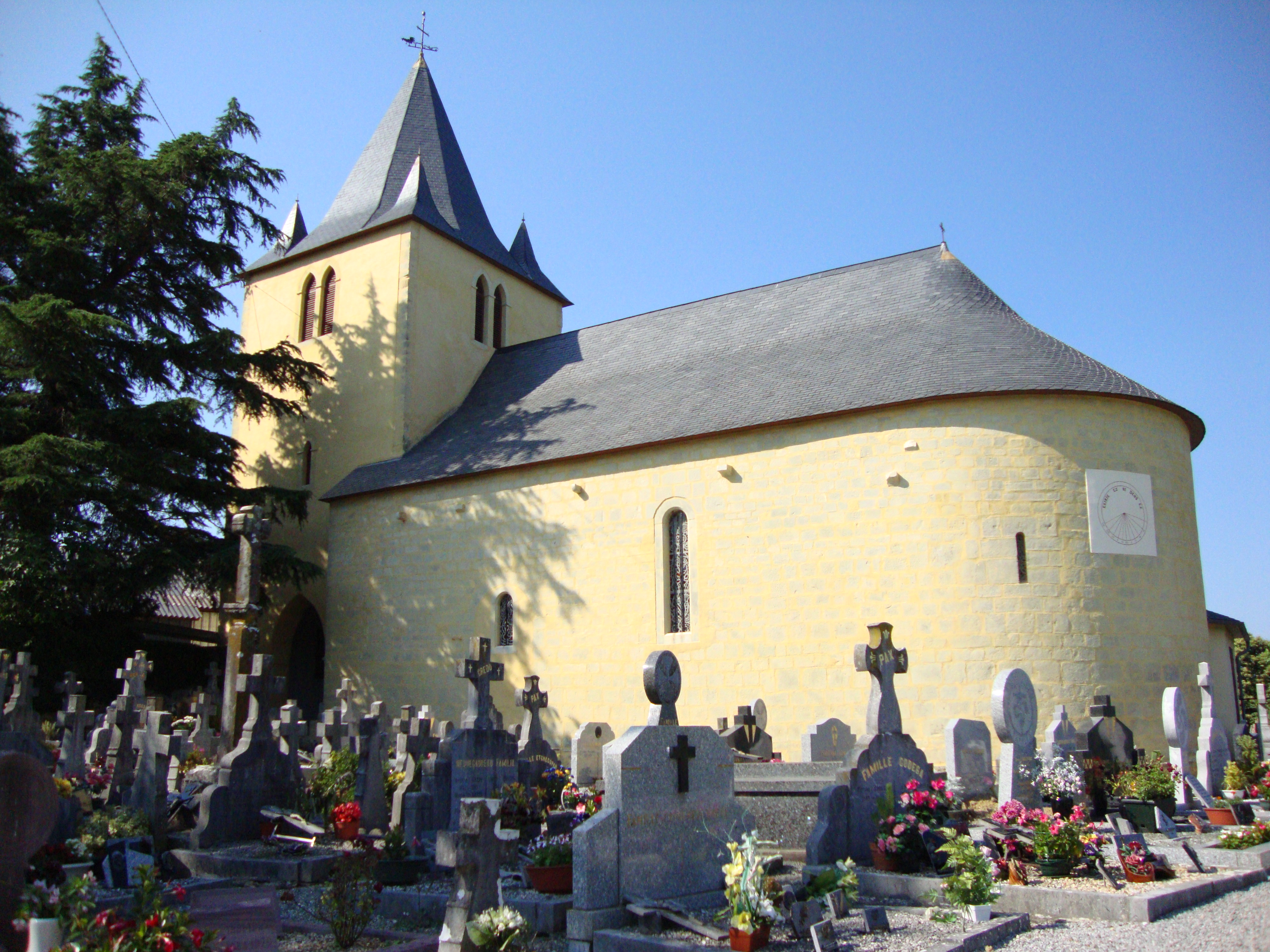
L'église Saint-Pierre et le cimetière d'Alçay

## Géographie
Alçay fait partie de la Soule et se situe à quinze kilomètres au sud de Mauléon-Licharre.

## Toponymie
Le toponyme Alçay apparaît sous les formes 
Aucet Suzon (1337), 
Alsay (1385, collection Duchesne volume CXIV), 
Ausset-Suson (1479, contrats d'Ohix), 
Alçay (1520), 
Aucet Suson et Auset Suson (1690) et 
Alsai (XVIIe siècle, chroniques d'Arthez-Lassalle).
Son nom basque est Altzai.
Pour Jean-Baptiste Orpustan, la base (h)altz ('aulne') s'impose pour Alçay.
Paul Raymond, signale en 1863, une ferme du nom d’Athaguy, du village d’Alçay, dont la coutume de Soule fait mention en 1520, sous les graphies Athagui et Atagui.

## Démographie
| 1793 | 1800 | 1806 | 1821 | 1831 |
| ---- | ---- | ---- | ---- | ---- |
| 312  | 352  | 318  | 276  | 266  |

## Culture locale et patrimoine

### Patrimoine religieux
Le village dispose d'une église romane (église Saint-Pierre) dont l'origine remonte au milieu du Moyen Âge, possédant un clocher construit au XVIIe siècle. L'église a été restaurée au XIXe siècle. Elle recèle une croix de procession du début du XVIe siècle, classée à titre d'objet aux monuments historiques.

## Pour approfondir